# Медведица чёрная
Медведица чёрная или медведица цесарская или медведица великолепная (лат. Epatolmis caesarea) — вид бабочек из подсемейства Медведицы, семейства Эребиды.

## Распространение
Вид широко распространен по югу Палеарктики. Встречается в Центральной, Южной и Восточной Европе (за исключением северных районов), Закавказье, Малой Азии, в Южной Сибири, югу Приамурья, в Приморье. Обитает также в Малой Азии, Монголии, Китае, Корее, Японии.

## Описание
Размах крыльев 32—40 мм. Крылья матово-чёрного цвета. Задние крылья с жёлтым анальным углом. Грудь чёрного цвета, брюшко ярко-жёлтое с продольным рядом чёрных пятен.

## Биология
Встречается на хорошо прогреваемых травянистых участках, часто на обращенных к югу склонах. Также встречается в смешанных и лиственных разреженных лесах с низкой влажностью, преимущественно встречается в лесостепи и лесах, расположенных на степных участках.  Развивается за год в двух поколениях. Второе поколение не ежегодное, частичное. Лёт бабочек первого поколения отмечается в мае-июне, второго - в конце июля—августе. Активны как после наступления темноты, так и в дневное время.

## Жизненный цикл
Гусеница чёрно-бурая, с красноватой линией на спине и чёрными пучками волосков.
Гусеницы развиваются с июля до августа на различных травянистых растениях: рубус (Rubus), лебеда (Atriplex), чернокорень (Cynoglossum), подорожник (Plantago), вероника (Veronica), звездчатка (Stellaria), подмаренник (Galium), ястребинка (Hieracium) и молочай (Euphorbia).

## Численность
Вид редок и локален; чаще встречается в степной зоне. Попадаются преимущественно единичные экземпляры.

## Охрана
Включена в Красную книгу Московской области и Красную книгу Ульяновской области.